# Mitterkirchen im Machland
Mitterkirchen im Machland est une commune autrichienne du district de Perg en Haute-Autriche.